# Roald
Roald er et drengenavn, der stammer fra det oldnordiske Hróaldr og længere tilbage fra det oldhøjtyske Rodowald. Det betyder "sejrrig hersker". Navnet, der også forekommer i varianten Roall, er ret sjældent på dansk med kun i alt 266 personer bærere i 2001 ifølge Danmarks Statistik.
Navnet forekommer for eksempel på Snoldelevstenen.

## Kendte personer med navnet
- Roald Als, dansk satirisk tegner.
- Roald Amundsen, norsk opdagelsesrejsende.
- Roald Dahl, britisk forfatter.
- Roald Hoffmann, amerikansk kemiker og modtager af Nobelprisen i kemi.
- Roald Poulsen, dansk fodboldtræner.
- Roald, færøsk lagmand i det 15. århundrede

## Andre betydninger
- Roald er en lille by i det nordlige Norge.